# Becky Wahlstrom
Becky Wahlstrom (Chicago, 25 aprile 1975) è un'attrice statunitense.
Ha frequentato l'accademia di musica di Londra e di arte drammatica in Inghilterra per anni.

## Carriera
I suoi lavori includono ruoli in serie televisive Star Trek: Enterprise, Streghe e Giudice Amy, diverse produzioni teatrali, tra cui Shakespeare's Twelfth Night e la fase di adattamento di un romanzo di Ray Bradbury Fahrenheit 451, così come una serie di film di ruoli minori. Tuttavia, è stato regolarmente il suo ruolo di sostegno come Grace Polk nella serie Joan of Arcadia, accanto ad Amber Tamblyn.

## Filmografia

### Attrice

#### Cinema
- Linea diretta - Un'occasione unica (Straight Talk), regia di Barnet Kellman (1992)
- The Opposite of Sex - L'esatto contrario del sesso (The Opposite of Sex), regia di Don Roos (1998)
- I segreti per farla innamorare (Lucky 13), regia di Chris Hall (2005)
- The Strip, regia di Jameel Khan (2009)
- Steel Country, regia di Simon Fellows (2018)
- L'angelo del male - Brightburn (Brightburn), regia di David Yarovesky (2019)

#### Televisione
- Ragazze a Beverly Hills (Clueless) – serie TV, 1 episodio (1998)
- The Others – serie TV, 1 episodio (2000)
- Streghe (Charmed) – serie TV, 2 episodi (2001-2002)
- Giudice Amy (Judging Amy) – serie TV, 1 episodio (2003)
- Star Trek: Enterprise – serie TV, 1 episodio (2003)
- Joan of Arcadia – serie TV, 44 episodi (2003-2005)
- Squadra Med - Il coraggio delle donne (Strong Medicine) – serie TV, 1 episodio (2005)
- CSI - Scena del crimine (CSI: Crime Scene Investigation) – serie TV, 1 episodio (2006)
- Grey's Anatomy – serie TV, episodi 3x22-3x23 (2007)
- Ghost Whisperer - Presenze (Ghost Whisperer) – serie TV, episodio 3x6 (2007)
- Bones – serie TV, 1 episodio (2008)
- Saving Grace – serie TV, 1 episodio (2009)
- Numb3rs – serie TV, 1 episodio (2009)
- Cold Case - Delitti irrisolti (Cold Case) – serie TV, 1 episodio (2009)
- 24 – serie TV, 1 episodio (2010)
- Mad Men – serie TV, 1 episodio (2010)
- NCIS - Unità anticrimine (NCIS) – serie TV, episodio 9x09 (2011)
- Nashville – serie TV, 1 episodio (2015)

#### Cortometraggi
- Sorority, regia di Troy Miller (1999)
- Pulse, regia di Hiroshi Katagiri (2006)
- Smash, regia di Gobi M. Rahimi (2006)
- Masked, regia di Shelley Wenk (2009)

## Doppiatrici italiane
Nelle versioni in italiano delle opere in cui ha recitato, Wahlstrom è stata doppiata da:
- Daniela Calò in Ghost Whisperer - Presenze, L'angelo del male - Brightburn
- Claudia Pittelli in Joan of Arcadia (ep. 1x01-15)
- Perla Liberatori in Joan of Arcadia (ep. 1x16-23, st.2)
- Laura Facchin in CSI - Scena del crimine
- Michela Alborghetti in Cold Case - Delitti irrisolti
- Benedetta Degli Innocenti in NCIS - Unità anticrimine